# Mckyla van der Westhuizen
Mckyla van der Westhuizen (* 11. März 2004 in Centurion) ist eine südafrikanische Leichtathletin, die sich auf den Speerwurf spezialisiert hat.

## Sportliche Laufbahn
Erste internationale Erfahrungen sammelte Mckyla van der Westhuizen im Jahr 2021, als sie bei den U20-Weltmeisterschaften in Nairobi mit einer Weite von 53,94 m den sechsten Platz belegte. Im Jahr darauf startete sie bei den Afrikameisterschaften in Port Louis und gewann dort mit 55,55 m die Silbermedaille hinter ihrer Landsfrau Jo-Ane van Dyk. Anschließend belegte sie bei den U20-Weltmeisterschaften in Cali mit 53,44 m den siebten Platz. Im Herbst begann sie ein Studium an der Rice University in den Vereinigten Staaten. 2023 belegte sie bei den World University Games in Chengdu mit 55,83 m den fünften Platz.